# PR-548
A Rodovia PR-548 é uma estrada planejada, ou seja, ainda não existe de fato, fazendo parte do plano viário do Estado do Paraná. Pelo plano, a obra ligaria a cidade de Ângulo (entroncamento com a rodovia PR-218) diretamente à cidade de Mandaguaçu e teria aproximadamente 28 km.